# Konstantin Kitaika
Konstantin Demianovici Kitaika sau Kitailo (în rusă Константин Демьянович Китайка sau Китайло; n. 1914, Qusar, gubernia Baku⁠(d), Imperiul Rus – d. 1962, Moscova, RSFS Rusă, URSS) a fost un pictor sovietic de război.

## Biografie
Konstantin Kitaika s-a născut în 1914 în orașul Qusar din gubernia Baku, în partea de nord a Azerbaidjanului contemporan. De la vârsta de 14 ani a studiat în școli militare. În 1942 a absolvit Institutul de Arte din Moscova și a mers pe front. A luptat până la victoria forțelor aliate din 1945 și a fost decorat cu Medalia „Pentru victorie asupra Germaniei în Marele Război pentru Apărarea Patriei din 1941-1945”.

## Carieră artistică

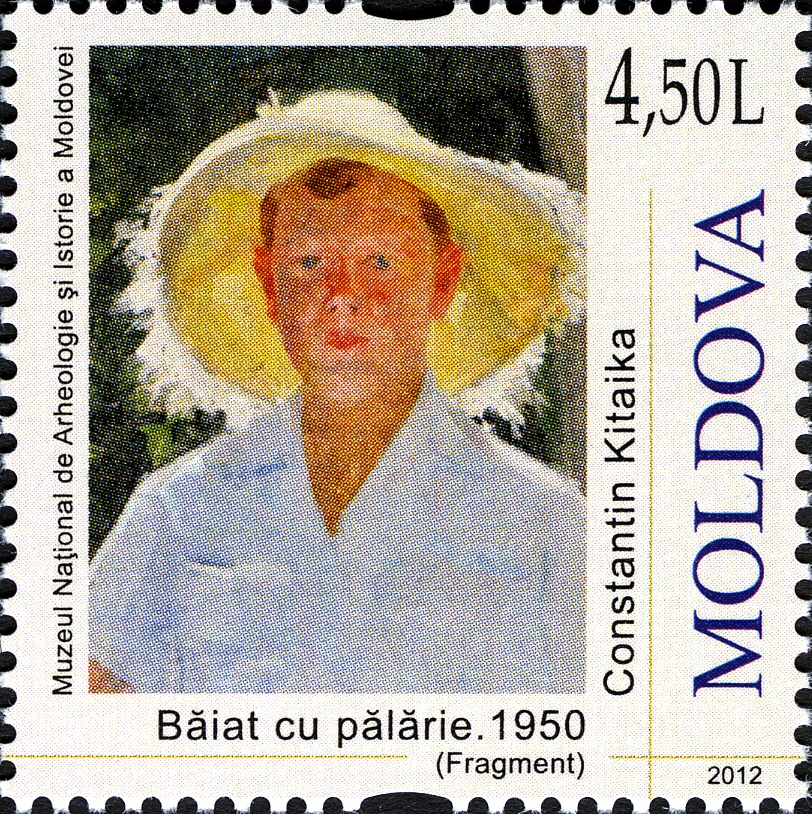
Timbru moldovenesc din 2012: fragment dintr-un tablou de Kitaika din colecția Muzeului Național de Istorie a Moldovei

Kitaika a fost autorul multor schițe și studii pictate pe front în timpul celui de-al Doilea Război Mondial. În 1942 a devenit membru al Uniunii Pictorilor din URSS și tot atunci a primit titlul „Artist Emerit” al RSS Moldovenești. Începând cu 1943, a fost membru al Studioului pictorilor de război „Mitrofan Grekov”.
Printre cele mai cunoscute opere se numără portretul ecvestru al general-maiorului Ivan Tutarinov și colonelului M. V. Tutarinov (1945), portretele lui Grigori Kotovski (1948, 1950) și ale poetului Mihail Isakovski (1950), scriitorului Boris Polevoi (1949) și general-maiorului Piotr Verșigora (1949). A pictat și un portret al actriței moldovene Domnica Darienco, în 1960.
Kitaika a colaborat cu Lazăr Dubinovschi la compoziția statuii lui Kotovski din Chișinău.